# SN 2005bk
SN 2005bk – supernowa typu Ic odkryta 2 kwietnia 2005 roku w galaktyce M+07-33-27. Jej maksymalna jasność wynosiła 17,95m.